# イラン海軍艦艇一覧
イラン海軍艦艇一覧は、イラン海軍が過去に保有したか、現在保有するか、または将来保有する予定の艦艇一覧である。イラン・イスラム共和国軍だけでなく、パフラヴィー朝以前の保有艦艇、未成・計画中止艦を含む。
イランはこのほか、イスラム革命防衛隊にも海洋兵力がある。
凡例

## 現有勢力（2024年時点）
- 国防予算：440億ドル[1]
- 海軍人員：1万8,000名（海兵隊を含む）[1]

- 艦船隻数：211隻（排水量20t以上）[1]

潜水艦×25
キロ型×3
ファテー型×1
ガディール型×20
ナハン型×1
フリゲート×6
コルベット×2
ミサイル艇×59
哨戒艇×77（高速艇を含む）
補給揚陸艦×4
戦車揚陸艦×5
揚陸艇×6
ホバークラフト揚陸艇×6
掃海艇×1
練習艇×2
洋上基地艦×2
給水艦×4
給油艦×2
支援艦×9
高速輸送艇×1
ほか小型哨戒艇多数
- 航空機数：32機[1]

艦載ヘリコプター×17
陸上固定翼機×9
陸上ヘリコプター×6
このほかに潜水艦を含めて艦船から、偵察・攻撃用ドローンを運用する能力を持つ。

## 艦艇一覧（近代海軍以前）

### 砲艦
- Persepolis - 1885年、4門
- Mozaffer - 1899年、??門

### 蒸気航走艦
- Azerbaijan - ??年、??門 ※ River Customs Steamer
- Perebonia - 1920年、??門

## 艦艇一覧（近代海軍）

### 水上戦闘艦

#### 駆逐艦
- 旧・米国製アレン・M・サムナー級駆逐艦 - 2隻

バブル (D61/DDG-7 Babr)　※旧ゼラース（DD-777 Zellars）
パラング (DDG-9 Palang)　※旧ストームズ（DD-780 Stormes）

#### フリゲート
- アルヴァント級フリゲート（ヴォスパーMk.5フリゲート） - 3隻（1隻戦没）

アルヴァント（71 IRIS Alvand）
アルボルズ（72 IRIS Alborz）
サバラーン（73 IRIS Sabalan）
サハンド（74 IRIS Sahand)†
- モッジ型フリゲート - 3隻（1隻喪失、4隻建造中）

ジャマラン（76 IRIS Jamaran)
ダーマヴァント（77 IRIS Damavand）†
サハンド（74 IRIS Sahand）

#### 潜水艦
- キロ級 - 3隻[1]
- ファテー型 - 1隻[1]
- ガディール型 - 20隻[1]
- ナハン型 - 1隻[1]
- ユーゴ型潜水艇 - 4隻
- ヨノ型潜水艇 - ？隻

### 両用戦艦艇

#### 揚陸艦艇
戦車揚陸艦
- ヘンガム級 - 4隻

ヘンガム（511 Hengam）、ララク（512 Larak）、トンブ（513 Tonb）、ラヴァン（514 Lavan）

### 哨戒艦艇

#### 哨戒・警備艦艇
砲艦
- Pahlavi - 1隻
- Muzaffer - 1隻

- バブル級 - 2隻

Babr、Palang
- Chahbaaz級 - 4隻

Chahbaaz、Charokh、Karkas、Simorgh
- 旧独FM型 - 1隻

#### 高速戦闘艇
ミサイル艇
- カマン級（コンバタントII型） - 12隻

### 補助艦艇

#### 補給艦艇
- ハールク（IRIN Kharg, 431）†

#### その他
王室ヨット
- Selika - 1隻